# Hilton Niagara Falls
Le Hilton Niagara Falls est un ensemble de gratte-ciel construit à Niagara Falls (Ontario) au Canada, près des chutes du Niagara.
L'ensemble est composé de deux immeubles qui abritent tous deux un hôtel de la chaine Hilton ;
- Le Hilton Niagara Falls Fallsview, 103 m, 30 étages, construit de 1998 à 1999. Il abrite 516 chambres d'hôtel.
- Le Niagara Falls Hilton Phase 2, 172 m, 47 étages, construit de 2007 à 2009. C'est le plus haut immeuble de Niagara Falls. Sa construction a coûté 1 milliard de $, ce qui est considérable pour un gratte-ciel de cette taille. Il abrite 501 chambres d'hôtel.
Les bâtiments ont été conçus par les agences d'architecture Stanford Downey Architects Inc. et Darling & Downey Architects.